# Espagnolesås
Espagnolesås (uttal: [ɛspanjɔʹl-]), även benämnd spansk sås eller brun grundsås, är en grundsås i det franska köket. Den har sitt namn efter franskans ord espagnol (’spansk’).
Huvudingrediensen i espagnole, som har givit såsen dess alternativa namn brun grundsås, är mörk kalvbuljong (alternativt kalvsky). Vid sidan om denna används också matfett, vetemjöl, tomatpuré, rödvin och eventuellt vispgrädde till såsen. I vardaglig matlagning görs såsen av en brynt mjölredning, vilken spädes med sky eller köttbuljong.
Några av de bisåser som görs med espagnole som grund är bordelaise (som innehåller rödvin och oxmärg), robert (lök, tomat, fransk senap), madeira (lök, madeiravin), pikant (pickles, kapris, vitt vin), diable (vitvin, cayennepeppar, schalottenlök), chasseur (champinjoner, tomat, vitvin) med flera.